# Пам'ятник Тарасові Шевченку (Сосулівка)
Пам'ятник Тарасові Шевченку в Сосулівці — погруддя українського поета Тараса Григоровича Шевченка в селі Сосулівка Чортківського району на Тернопільщині.

## Опис
Пам'ятник споруджено 1961 року.
Погруддя виготовлене з бетону, висота — 1 м, постамент — із каменю, висота — 2,3 м.
Погруддя масового виробництва.